# Henri Collard
Henri Collard (* 23. Januar 1912 in Grivegnée (Provinz Lüttich); † 23. Januar 1988 in Lüttich) war ein belgischer Radrennfahrer und nationaler Meister im Radsport.

## Sportliche Laufbahn
Collard war im Bahnradsport aktiv. Er war Teilnehmer der Olympischen Sommerspiele 1936 in Berlin. Im Sprint wurde er auf dem 5. Rang klassiert.
Bei den Bahnradsport-Weltmeisterschaften 1936 holte er die Bronzemedaille. 
1936 siegte er in der nationalen Meisterschaft im Sprint der Amateure vor Roger Pirotte. 1934 und 1937 wurde er jeweils Dritter der Meisterschaft.